# エンタメゆうえんち 東京移住計画
『エンタメゆうえんち 東京移住計画』（エンタメゆうえんち とうきょういじゅうけいかく）は、1995年10月から1996年3月までフジテレビで土曜日に放映されていた深夜バラエティ番組である。

## 番組概要
番組前半部分は千原兄弟とジャリズムがロケに行くコーナーがあり、「エンタメハウス」なる築数十年の不気味な家に4人で住む設定であった。仕切り役は基本的に千原せいじが担当していた。番組後半ではコンサート情報やライブ情報、ゲストを迎えたトークが行われていた。

後半のスタジオライブ（基本的に新人アーティスト）では、その後の大物アーティストが多数出演していた。メジャーデビュー10日後のthee michelle gun elephantが【世界の終わり】を披露し、メジャーデビュー後初のテレビ出演を果たした。ガッツだぜでヒットする前のウルフルズにおいては【安産ママ】を披露していた。その他THE YELLOW MONKEY等も出演。アーティストと関根勤の立ち話トークも見ものだった。

## 放送時間
- 土曜日 25:25 - 26:55 （日曜日 1:25 - 2:55）

## 出演者

### メイン司会者
- 関根勤
- 八木亜希子（当時、フジテレビアナウンサー）

### レギュラー出演者
- 千原兄弟
- ジャリズム
- ゴスペラーズ
- ナニワニアンズ（角田華子、吉田真紀、藤原みわ）

## 主題歌
- オープニングテーマ：悪戯しよう（KONTAwithザ・スリル）

## スタッフ
- 構成：林とど、舘川範雄、遠藤みちスケ、松本真一／岩立良作、堀田延
- SW：馬場雄二
- カメラ：坂本淳一
- 音声：左口満寿
- VE：佐藤昭吾
- 照明：八木原伸治
- PA：杉本武利
- 編集：二口清隆、堀口和彦
- 音響効果：西野有彦（4-Legs）
- MA：郡司佐茂亜（4-Legs）
- TK：山中京子
- 美術制作：重松照英
- デザイン：石森慎司
- 美術進行：長島立士
- 大道具：中島雅之
- 装飾：椿内貴志
- 持道具：土屋洋子
- 衣裳：城戸政人
- メイク：中沢真弓
- かつら：太田修
- 視覚効果：山ノ内健
- アクリル装飾：佐藤則雄
- 特殊美術：福田隆正
- タイトル：岩崎光明
- 技術協力：八峯テレビ、FLT
- 編成：小川泰、鈴木専哉
- 事業：小倉浩介、中村芳章、福本洋
- 広報：加藤麻衣子
- ディレクター：伊戸川俊伸、平出淳
- プロデューサー・演出：清水淳司
- 制作著作：フジテレビ